# نیکول پرلمن
نیکول پرلمن (انگلیسی: Nicole Perlman) فیلم‌نامه‌نویس یهودی‌تبار اهل ایالات متحده آمریکا است.
از فیلم‌ها یا مجموعه‌های تلویزیونی که وی در آن‌ها نقش داشته است، می‌توان به نگهبانان کهکشان اشاره نمود.